# Waka ama
Le waka ama est une course de waka, celui-ci étant une forme de pirogue polynésienne, particulièrement maori.

## Galerie d'images

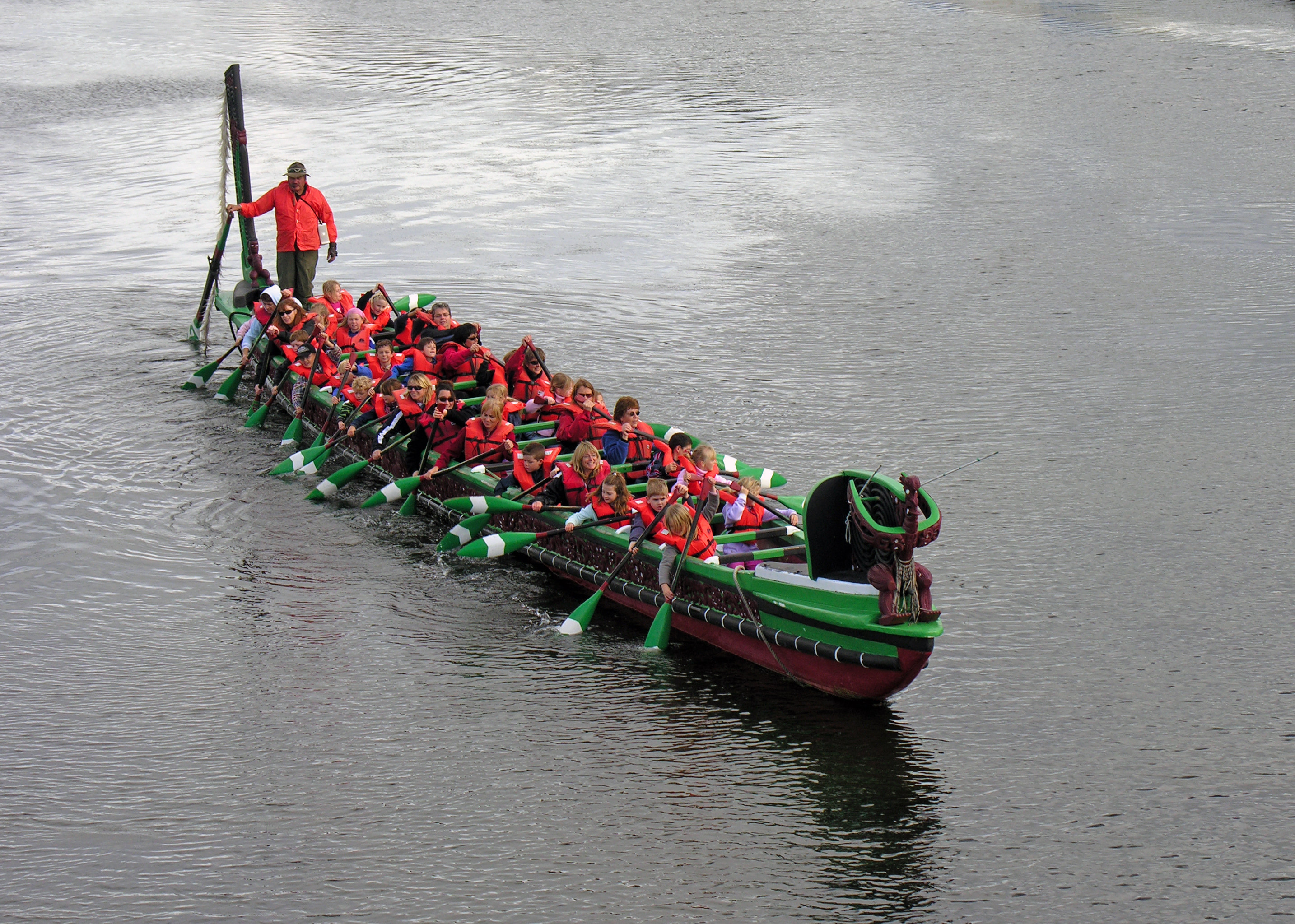
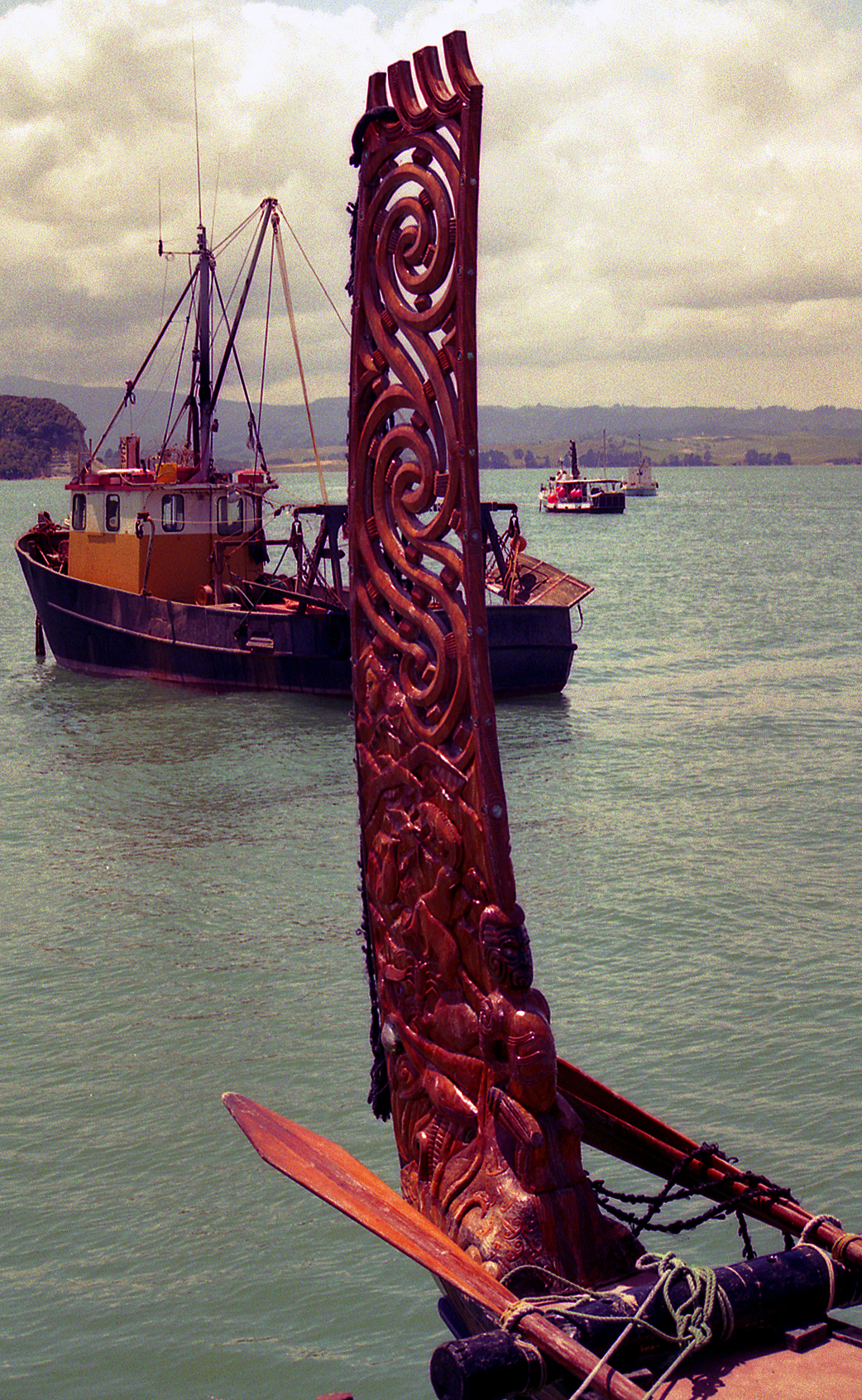